# シャンソン化粧品
株式会社シャンソン化粧品（シャンソンけしょうひん）は、静岡県静岡市駿河区に本社を置く、日本の化粧品、健康食品メーカーである。宝飾品の販売も行っている。
化粧品は主に訪問販売、及び美容室での販売が主だったが、現在はエステティックサロンでの対面販売に重点を置いている。
商品は自社工場で開発・製造され、肌に有害とされる石油系乳化剤を一切使用しない化粧品づくりが特徴。化粧品の品質や安全性には定評があり、OEM生産で多くのブランド商品を製造している。
今では広く認知されているブレンド茶に関して、その先駆けとして一般的にアサヒ飲料の商品として認識されている「十六茶」は、元々はシャンソン化粧品が開発したもので、アサヒ飲料はシャンソン化粧品との業務提携によって製造販売している。現在はグループ会社である株式会社シャンソンティーワールドが、十六茶の原料を製造している。
美と健康の象徴として1962年に創部した女子バスケットボールチーム「シャンソンVマジック」は、リーグ戦108連勝、リーグ10連覇などの記録を持っており、2016年には2名の選手がリオデジャネイロオリンピック日本代表に選出されるなど、現在もWリーグの強豪チームとして活躍中である。
また2019年からは、静岡市で開催された東京ガールズコレクション（TGC）にメインスポンサーとして協賛するなど、若年層からも支持を集めている。

## SDGs（持続可能な開発目標）への取り組み
女性の経済的自立の支援を目的に、1946年の創業以来続けてきた委託販売などの取り組みが、ジェンダー平等の実現に大きく貢献しているとして、2018年5月にニューヨークの国連本部で開催された2018年SDGs推進カンファレンスに、シャンソン化粧品が招待され川村修会長がジェンダー平等推進に関するスピーチを行った。会社の取り組みとしても、女性が働きやすい労働環境の構築や、女子バスケチームによる小中学校でのクリニック開催など、さまざまな活動を通してSDGs推進に力を入れている。環境への取り組みとして、日焼け止め商品であるUVプロテクトミルクはサンゴ礁を白化させる原因であるといわれる紫外線吸収剤「オキシベンゾン」と「オクチノキサート」を使用しておらず、それらの成分を含んだ日焼け止め商品の販売が2021年から禁止されるハワイでの販売も決定した。
2019年1月12日に静岡市で初開催された「SDGs推進TGCしずおか2019」のメインスポンサーとして協賛。翌2020年1月11日に開催された「SDGs推進TGCしずおか2020」でも2年連続でメインスポンサーとなった。

## 沿革
- 1946年 「竝美産業（株）」として、静岡市若松町（現在は静岡市葵区若松町）に創業者：川村弘により創立。当初はせっけん、洗剤などを製造していた。その後化粧品の製造も開始。商標：「ラッキーフジ」。
- 1948年　「（株）シャンソン化粧品本舗」に改称。「ラッキーフジ」ブランドを終了し、新たに「シャンソン」の商標を使用する。
- 1961年　静岡市駿河区国吉田に化粧品工場完成。
- 1961年　シャンソン油脂工業（株）を設立
- 1962年　女子バスケットボール部創部
- 1963年　全国に出張所を開設（仙台・新潟・横浜・久留米・長崎）
- 1980年　研修宿泊施設「ジョイナス」オープン
- 1985年　「十六茶」を開発、販売（粉末をお湯で溶かして飲む形態）。
- 1985年　「シャンソン商事（株）」から「（株）シャンソン化粧品」に改称
- 1989年　宝飾品の販売を開始
- 1992年　本社ビル完成
- 1993年　エステ事業を開始
- 1997年　（株）シャンソン化粧品本舗と（株）シャンソン化粧品が合併し「（株）シャンソン化粧品」となる
- 1998年　公式HPが開設
- 1999年　新工場完成
- 1999年　「シャンソン油脂工業（株）」から「（株）ケアリングジャパン」に社名変更
- 2000年　（株）十六茶本舗を設立
- 2001年　「（株）十六茶本舗」が「（株）シャンソンティーワールド」に社名変更
- 2005年　本社敷地内に直営サロン「サロン ド ボーテ シャンソン」が誕生
- 2012年　シャンソンVマジック専用体育館「シャンソン美アリーナ」完成
- 2016年　本社直営サロンが「シャンソン エステティックサロン」としてリニューアル
- 2017年　川村修代表取締役会長、川村卓史代表取締役社長就任
- 2018年　ニューヨーク国連本部で開催されたSDGs推進カンファレンスにシャンソン化粧品が招待され出席
- 2019年　SDGs推進TGCしずおか2019にメインスポンサーとして協賛
- 2020年　SDGs推進TGCしずおか2020に2年連続メインスポンサーとして協賛。
- 2020年　「シャンソンビル浜松」が新たにオープン、浜松支店が最上階に移転。
- 2021年　「シャンソンビル仙台」が完成、東北支店が8階に移転。

## グループ会社
- 株式会社ケアリングジャパン
- 株式会社シャンソンティーワールド
- 株式会社卓謙
- 株式会社静岡情報処理センター
- アルファシステムズ株式会社
- 株式会社オーガニック
- 株式会社スポテック